# Plasztik szerelem
A Plasztik szerelem (Lars and the Real Girl) 2007-ben bemutatott amerikai független film Craig Gillespie rendezésében. Főszereplője Ryan Gosling, akit 2007-ben Golden Globe-díjra jelöltek a legjobb vígjátéki színész kategóriában.
Premierje a Torontói Nemzetközi Filmfesztiválon volt 2007. szeptember 10-én, ahol álló ovációval fogadták, majd újra levetítették három nap múlva, s szintén kétszer került műsorra szeptember 15-én a Bostoni Filmfesztiválon. A mozik 2007. október 12-étől játszották New Yorkban és Los Angelesben, majd több amerikai városban. Magyarországon 2008. január 3-án mutatta be a Fórum Hungary.

## Rövid történet
Lars Lindstrom rendkívül félénk fiatalember egy északi kisvárosban, ám egy napon végre hazaviszi álmai hölgyét fivére és sógornője otthonába. Az egyetlen probléma a lánnyal, hogy nem valódi – egy szexbaba, amelyet Lars az interneten rendelt. Azonban nem a szexen jár az esze, hanem valódi, mély, komoly kapcsolatot szeretne. Sógornője aggódik érte, bátyja szerint egyszerűen ütődött, de végül ez a kedves fiú, akit mindig is szeretett az egész város, elnyeri a támogatást illúziójában.

## Szereplők
| Színész           | Szerep           | Magyar hang     |
| ----------------- | ---------------- | --------------- |
| Ryan Gosling      | Lars Lindstorm   | Miller Zoltán   |
| Emily Mortimer    | Karin Lindstrom  | Pálfi Kata      |
| Paul Schneider    | Gus Lindstrom    | Schmied Zoltán  |
| R. D. Reid        | Bock tiszteletes |                 |
| Kelli Garner      | Margo            | Oroszlán Szonja |
| Nancy Beatty      | Mrs. Gruner      | Kovács Nóra     |
| Doug Lennox       | Mr. Hofstedtler  | Versényi László |
| Patricia Clarkson | Dagmar Berman    | Vándor Éva      |

## Jelentősebb díjak és jelölések
| Díj                     | Kategória                          | Jelöltek     | Eredmény |
| ----------------------- | ---------------------------------- | ------------ | -------- |
| Oscar-díj               | legjobb eredeti forgatókönyv       | Nancy Oliver | Jelölve  |
| Golden Globe-díj        | legjobb színész (vígjáték/musical) | Ryan Gosling | Jelölve  |
| Screen Actors Guild-díj | Legjobb férfi főszereplő           | Ryan Gosling | Jelölve  |

A film 2 díjat nyert el különböző kritikusi és szakmai szervezetektől.